# Can Sant (Tagamanent)
Can Sant-Can San del Congost, és un mas del vilatge de Les Casetes del Congost, a Santa Eugènia del Congost, municipi de Tagamanent (Catalunya)

## Descripció
És una masia petitona del segle xvii situada ran el Camí Ral i el Riu Congost. És esmentada en una obra cabdal per conèixer la toponímia de Tagamanent.

## Llibre d'Enric Garcia-Pey, Tagamanent, noms de cases i de lloc, Ajuntament de Tagamanent, any 1998
Senzilla i antiga casa situada ran de la cara de ponent del Camí Ral, entre aquest i el Congost, que circula per sota. Conserva a la façana una rajola amb el núm.2.
..."Ysidro San del Congost. Una casa possehida per dit duenyo ab son hort de dos cortans terra tersera qualitat, i nou cortans camp quarta qualitat ab oliveras. Afronta a lleban ab lo Camí Real, a mitg dia i ponen ab la Riera i a Tremontana ab Santa Eugènia" (APE, ll. RT, núm. 58)